# رنا كابار
رنا سولاكيان، الاسم المسرحي رنا كابار (1945، إسطنبول - 20 أبريل 2023، إسطنبول )، هو ممثل أفلام سينمائية ومسلسلات تلفزيونية ومسرحية تركية من أصل أرمني ويوناني .
شارك في تأسيس مسرح أنقرة للفنون . اشتهر بأدواره الشريرة في السينما.

## حياته
ولد رنا سولاكيان في إسطنبول عام 1945 لأب أرمني كاثوليكي وأم أرثوذكسية يونانية . وهو الأخ الأكبر لمخرج الأفلام الوثائقية والسينمائية ميرلين سولاكيان.
بعد أن أكمل تعليمه في إسطنبول، استقر في أنقرة وشارك في تأسيس مسرح أنقرة للفنون (AST). لعب دور "غير مريح" في مسرحية "مشاة غير مريحة" المقتبسة من كتاب أوغور مومجو " مشاة غير مريحة " الصادر عام 1977، وهو الممثل الذي لعب هذا الدور. بعد التمثيل لفترة طويلة في مسرح أنقرة للفنون ، عمل أيضًا في مسارح أخرى مختلفة.
استقر في إسطنبول عام 1982 وعمل كممثل سينمائي . شارك في أفلام من إخراج إردن كيرال وعمر كافور وشريف جورين ويافوز تورغول .
اشتهر بشخصيته سليمان أفندي في المسلسل التلفزيوني العشق الممنوع . شارك في إنتاجات تلفزيونية مثل بياز جيلينجيك وحياة مستمرة .
وفي عام 2016، حصل على الجائزة الثانية والعشرين عن دوره في فيلم إصبع الملكة . حصل على جائزة أفضل ممثل مساعد في حفل توزيع جوائز صدري أليشيك .

## وفاته
توفي عن عمر يناهز 78 عامًا في مستشفى تقسيم للتدريب والأبحاث، حيث عولج في 20 أبريل 2023. ودُفن في مقبرة شيشلي للأرمن الكاثوليك في 22 أبريل 2023.

## مسرحيات

### الأدوار التي لعب دور البطولة فيها
- 1964: مصنع القدمين: (سيرمت جاغان) - مسرح فن أنقرة مسرح الفن في أنقرة
- 1965: كيلوغلان: (بيركان عزيمر) - مسرح فن أنقرة مسرح الفن في أنقرة
- 1965: سديفاض تحت نجمة القوقبة: (حسين رحمي غوربينار)
- 1965: رجل صافي ومحترقين: (ماكس فريش) - مسرح الفن في أنقرة
- 1966: 72. كوجوش: (أورخان كيمال) - مسرح الفن في أنقرة
- 1966: أليس في بلد العجائب: (لويس كارول) - مسرح الفن في أنقرة
- 1966: توقفوا العالم سيكون هناك إزالة (أنتوني نيولي ليزلي بريكوس) - مسرح أنقرة الفني مسرح الفن في أنقرة
- 1966: جولة السوق (جورج ميتشل) - مسرح الفن في أنقرة
- 1966: مغامرات الغني: (تونزا يوندر وبركان أوزديمير) - مسرح فن أنقرة مسرح الفن في أنقرة
- 1967: مدينة دراند: (أرمند سالكرو) - مسرح الفن في أنقرة
- 1967: المفتش: (نيكولاي جوجول) - مسرح الفن في أنقرة
- 1967: أوتلاك (لعبة): (إيرول أكسوي) - مسرح فنون أنقرة مسرح الفن في أنقرة
- 1967: ساريبينار 1914: (ريشات نوري غونتيكين) / (تورغوت أوزمان) - مسرح فن أنقرة مسرح الفن في أنقرة
- 1968: متجر القديم: (أورخان كيمال) - مسرح فن أنقرة مسرح الفن في أنقرة
- 1969: اللينش: (كريم كورجان) - مسرح الفن في أنقرة
- 1969: المنزل على الحدود: (سلوامير مروزيك) - مسرح الفن في أنقرة
- 1970: من الإنجاز الأول: (إرجن أوربي) - مسرح الفن في أنقرة
- 1970: نافيل الدنيا (أوكتاي سرفير) - مسرح الفن في أنقرة
- 1970: رسومات غبارية: (إسمت كونتا) - مسرح فن أنقرة مسرح الفن في أنقرة
- 1971: خوف ونزعة نظام هتلر: (برتولت برخت)
- 1973: 403. كيلومتر: (إسمت كونتا) - مسمسرح الفن في أنقرة
- 1974: أم: (ماكسيم غوركي - مسرح أنقرة للفنون) مسرح الفن في أنقرة
- 1974: ديميتروف: (هيددا زينر) - مسرح فن أنقرة مسرح الفن في أنقرة
- 1975: ألادغلي ميهو: (عمر بولات) - مسرح فنون أنقرة مسرح الفن في أنقرة
- 1975: أين بيدار: (بيلغيسو إرينوس) - مسرح الفن في أنقرة
- 1976: أيام المجمع: (برتولت برخت) - مسرح الفن في أنقرة
- 1977: سكانكالي فيديا: (أوغور مومجو) - مسرح فن أنقرة مسرح الفن في أنقرة
- 1977: مطبخ غني: (واصف أونغورن) - مسرح فن أنقرة مسرح الفن في أنقرة
- 1978: تاك-تيك: (برتولت برخت) - مسرح التك في أنقرة مسرح الفن في أنقرة
- 1979: فرحات و شيرين: (نازيم حكمة) - مسرح فن أنقرة مسرح الفن في أنقرة

### أعمال من إخراجه
- 1974: ديميتروف : ( هدى زينر ) – مسرح أنقرة الفني
- 1976: عامل (مسرحية) : ( عمر بولات ) - مسرح أنقرة للفنون

## فيلموغرافيا
* 1982: موسم في هكاري
- 1986: آدم وحواء
- 1987: جناح 72
- 1987: الأرض الحديد السماء النحاس
- 1993: شهماران
- 1997: رحلة العقرب
- 2005: ابن عرس الأبيض
- 2007: الفتوة
- 2007: الحجاب الأسود
- 2008: العشق الممنوع
- 2008: المراقبة
- 2008: بارس: إرهابي مخدرات
- 2009: اللعبة الكبيرة
- 2010: سقوط أوراق الشجر
- 2011: الحياة تستمر
- 2012: لا تقلق من أجلي
- 2012: وجهان واحد إسماعيل
- 2015: بازار الأحد
- 2016: تلك الحياة لي
- 2017: إصبع الملكة
- 2018: أنثى
- 2019: زهور الثالوث
- 2020: السد
- 2021: ثلاثة بنسات
- 2022: الهيبة – الفيلم
- 2023: الهروب

## الجوائز
- 1966: 1965-1966 جوائز جمعية محبي الفن - الجديرون بالثناء والرجال السذج ومشعلو الحرائق
- 1969: 1968-1969 جوائز جمعية محبي الفن - جديرون بالثناء، الأراضي العشبية
- 1973: 1972-1973 جوائز جمعية محبي الفن - أثنى عليها، أنتيجون
- 1978: 1977-1978 جوائز جمعية محبي الفن - أفضل ممثل، المطبخ الغني والمشاة المرفوضة
- 2017: 22. جوائز صدري أليشيك لممثل المسرح والسينما - الممثل الأكثر نجاحًا لهذا العام ، فيزير فنجر

## روابط خارجية
- رنا كابار على الشاشة الفضية نسخة محفوظة 2022-10-11 على موقع واي باك مشين.
- رنا كابار على موقع IMDb نسخة محفوظة 2023-05-30 على موقع واي باك مشين.
- رنا كابار على موقع Sinemalar.com نسخة محفوظة 2023-05-30 على موقع واي باك مشين.
- رنا كابار على قاعدة بيانات السينما التركية نسخة محفوظة 2023-05-30 على موقع واي باك مشين.
- رنا كابار في TSA نسخة محفوظة 2023-05-30 على موقع واي باك مشين.